# Anatoli Wladimirowitsch Olisarenko

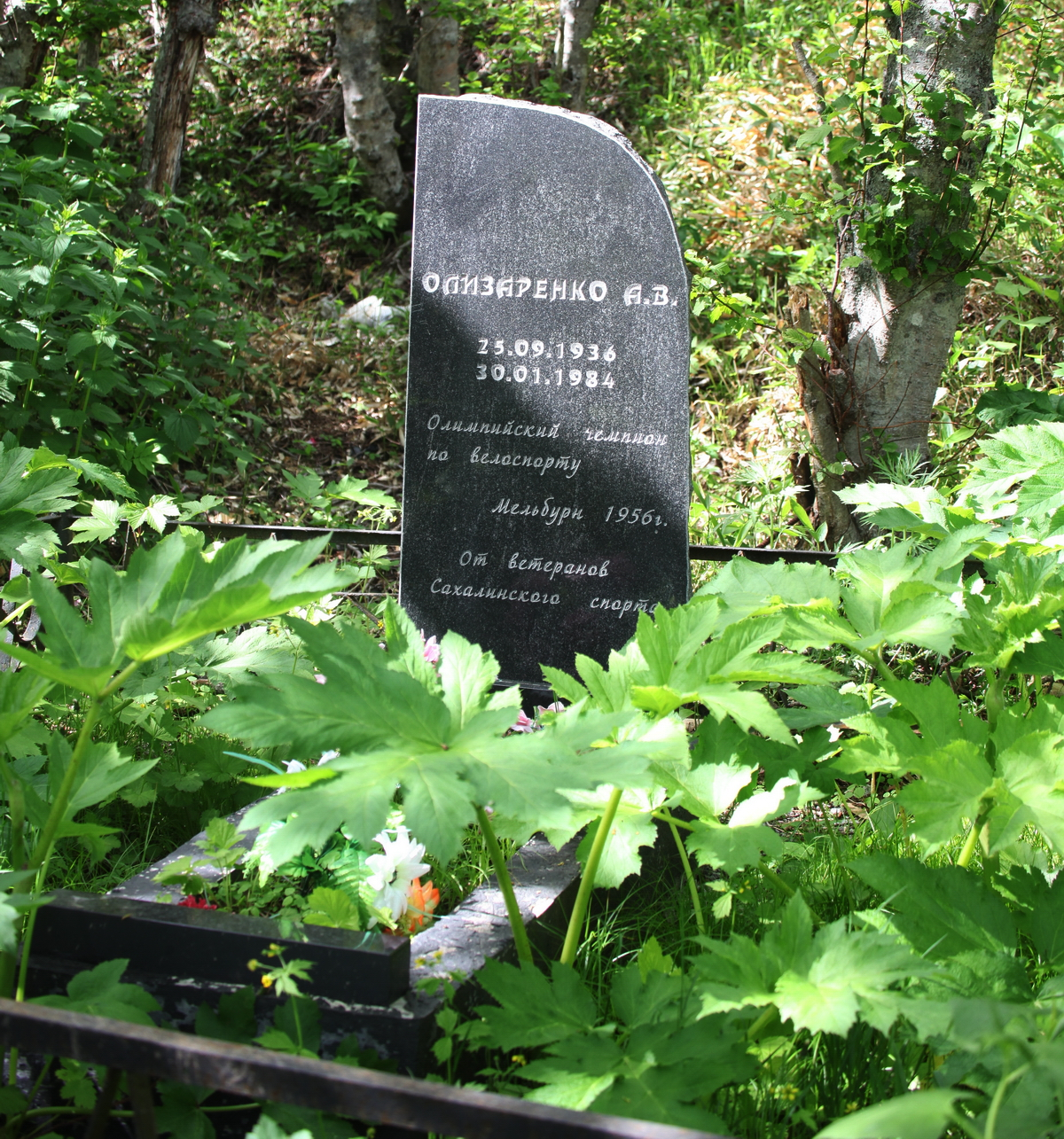
Grabstein von Anatoli Wladimirowitsch Olisarenko

Anatoli Wladimirowitsch Olisarenko (russisch Анатолий Владимирович Олизаренко; * 25. September 1936 in Sankt Petersburg; † 30. Januar 1984) war ein sowjetischer Radrennfahrer und nationaler Meister im Radsport.

## Sportliche Laufbahn
Olisarenko war Straßenradsportler und Teilnehmer der Olympischen Sommerspiele 1964 in Tokio. Im olympischen Straßenrennen wurde er beim Sieg von Mario Zanin 56. des Rennens. Im Mannschaftszeitfahren kam der sowjetische Vierer mit Juri Melichow, Alexei Petrow und Gainan Saidchuschin auf den 5. Rang.
Seinen ersten internationalen Erfolg hatte er 1958 mit dem Sieg in der Ägypten-Rundfahrt. Er gewann einen Tagesabschnitt in dem Etappenrennen. 1960 wurde er Dritter der Polen-Rundfahrt hinter dem Sieger Roger Diercken. 1962 holte er einen Etappensieg in der Tunesien-Rundfahrt und gewann das Straßenrennen der Völker-Spartakiade. Die nationale Meisterschaft im Mannschaftszeitfahren gewann er 1963 gemeinsam mit Juri Melichow, Anatoli Tscherepowitsch und Wiktor Kapitonow sowie 1964 und 1966. Bei den UCI-Straßen-Weltmeisterschaften gewann er die Bronzemedaille im Mannschaftszeitfahren mit Wiktor Kapitonow, Gainan Saidchushin und Juri Melichow.
In der Internationalen Friedensfahrt startete er dreimal. 1960 und 1963 wurde er jeweils Neunter, 1966 wurde er 54. des Endklassements. Die Tour de l’Avenir 1963 beendete er auf dem 17. Rang.